# Ahatanhel Krymsky

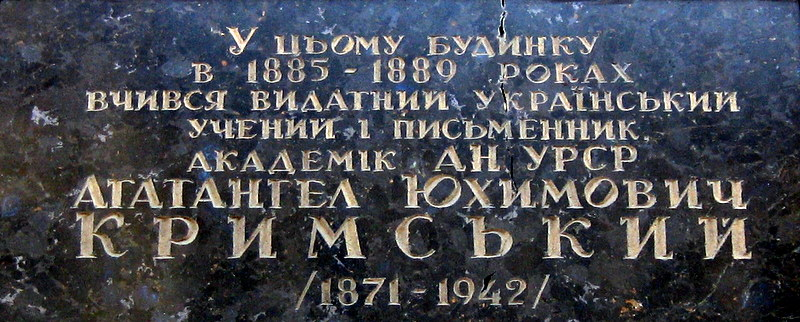
Plaque commémorative au Gymnasium Galagan de Kiev, où Ahatanhel Krymsky a étudié de 1885 à 1889.

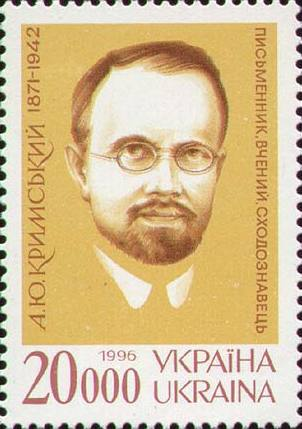
Timbre-poste en hommage à Ahatanhel Krymsky.

Ahatanhel Ioukhimovitch Krymsky (en ukrainien : Агата́нгел Юхи́мович Кри́мський), né le 3 ou le 15 janvier 1871 et mort le 25 janvier 1942, est un historien, orientaliste, linguiste hyperpolyglotte, écrivain et traducteur ukrainien. Il participe à la fondation de l'Académie nationale des sciences d'Ukraine. Arrêté par le NKVD, il meurt en détention.

## Biographie
Il naît à Volodymyr, en Ukraine (alors dans l'Empire russe), d'un père Tatar de Crimée d'origine biélorusse, le professeur d'histoire et de géographie Ioukhym Stepanovitch Krymsky (uk), et d'une mère issue d'une célèbre famille polono-lituanienne.
En 1915, dans un entretien au journal Terjiman (tr), le savant mentionne qu'en 1696, après un conflit avec le khan, son arrière-grand-père, un mollah, quitte Bakhtchissaraï et s'établit à Mstsislaw. Son grand-père se convertit de l'islam au christianisme. Sur ses origines, Krymsky écrit :

« Je n'ai pas de sang ukrainien, je suis juste né et j'ai grandi en Ukraine. Bien que je ne sois pas Ukrainien, je suis complètement pro-Ukrainien. »

Enfant, ses parents déménagent à Zvenyhorodka. À l'âge de trois ans, il apprend à lire et, deux ans plus tard, son père l'envoie à l'école locale, où il étudie de 1876 à 1881. Après des études au gymnasium d'Ostroh (uk) (1881-1884) et au second gymnasium de Kiev (uk) (1884-1885), il passe le concours et entre au collège Galagan (uk) de Kiev (1885-1889). Il maîtrise le polonais, le français, l'anglais, l'allemand, le grec, l'italien et le turc. En tout, il connaît une soixantaine de langues. Au collège, il a étudié avec Pavlo Jytietsky (en), qui a éveillé en lui un amour pour la langue ukrainienne, sa littérature et son histoire, ce qui l'amènera à consacrer sa vie à l'idée nationale ukrainienne ainsi qu'à la renaissance de la science et de la culture ukrainiennes.
De 1889 à 1892, Krymsky étudie à l'Institut Lazarev des langues orientales de Moscou. Ses principales disciplines sont les langues et littératures arabes, persanes et turques. En 1892-1896, il suit un cours complet d'études slaves à la Faculté d'histoire et de philologie de l'Université de Moscou sous la direction du linguiste Vsevolod Miller, du slaviste Robert Brandt (ru) et du spécialiste des langues indo-européennes Filipp Fortunatov. En 1896, le jeune chercheur réussit les examens de maîtrise en études arabes à l'Université de Saint-Pétersbourg et en philologie slave à l'Université de Moscou. En outre, il assiste des conférences sur l'histoire du monde du professeur Vladimir Guerrier à l'Université de Moscou.
Après avoir obtenu son diplôme de l'Université de Moscou, Krymsky reçoit une bourse de deux ans de l'Institut Lazarev pour voyager en Syrie et au Liban. Au cours de ce voyage en 1896-1898, il recueille de nombreux documents, sur lesquels il travaillera jusqu'à sa mort. À son retour en 1898, il travaille à l'Institut Lazarev, donne des cours de langues sémitiques et un cours de traduction entre le russe et l'arabe, étudie le Coran, donne des conférences sur l'histoire de la littérature arabe. À partir de 1901, il dirige le Département de linguistique arabe et devient professeur de littérature arabe et de philologie. À partir de 1903, il est professeur d'histoire islamique.
En 1918, il s'installe à Kiev, où il contribue à la fondation de l'Académie ukrainienne des sciences avec Pavlo Skoropadsky. Il en devient le secrétaire permanent et participe grandement à son développement.
À Kiev, Krymsky est le pionnier des études orientales ukrainiennes. À l'Académie des sciences, il dirige également le Département d'histoire et de philologie, le Bureau de philologie arabe et iranienne, la Commission du dictionnaire de la langue vivante, la Commission d'histoire de la langue ukrainienne et la Commission de dialectologie et d'orthographe.
À partir de 1921, il est directeur de l'Institut de la langue scientifique ukrainienne (aujourd'hui l'Institut linguistique Potebnia (en)). En octobre 1921, il participe au premier concile orthodoxe ukrainien, qui confirme l'autocéphalie de l'Église orthodoxe autocéphale ukrainienne.
De 1918 à 1921, il travaille comme professeur d'histoire du monde à l'Université de Kiev. En même temps, il est l'éditeur des Notes du Département d'histoire et de philologie de l'Académie ukrainienne des sciences. Le 12 septembre 1921, en reconnaissance de ses mérites, le Conseil des commissaires du peuple d'Ukraine a adopté une résolution « sur la sécurité sociale des scientifiques émérites ». Krymsky peut publier des travaux scientifiques aux frais de l'État, est exempté du paiement des impôts de l'État, la réquisition et la mise sous scellés de son appartement sont interdites, et sa famille est mise à l'abri du besoin en cas de décès.
À partir de 1929, Krymsky est persécuté. Dans les années 1930, il est pratiquement exclu de la recherche et de l'enseignement dans les institutions universitaires d'Ukraine. Il vit à Kiev et Zvenyhorodka.
En 1937, il est invité à l'Académie des sciences de l'URSS, où en 1938 il dirige le département de langue ukrainienne. Après l'occupation de l'Ukraine occidentale en 1939, il peut réintégrer toutes ses fonctions. En janvier 1941, à son 70e anniversaire, il reçoit l'ordre du Drapeau rouge du Travail.
Cependant, après l'ouverture du Front de l'Est en juillet 1941, il est accusé de nationalisme anti-soviétique et déporté à la prison générale nº 7 de Kostanaï, au Kazakhstan, où il meurt le 25 janvier 1942 à l'âge de 71 ans. Selon la version officielle, il a succombé à l'épuisement à l'hôpital de la prison.
Il est réhabilité en 1957 à la demande de Leonid Boulakhovsky (uk).
Ahatanhel Krymsky a pris une part active à la vie nationale ukrainienne de la fin du XIXe siècle et a correspondu avec des figures célèbres de la culture ukrainienne : Omeliane Ohonovsky (uk), Borys Hrintchenko, Ivan Franko, Lessia Oukraïnka, Mykhaïlo Pavlyk et d'autres. Au cours de cette période, Krymsky s'engage dans une controverse scientifique avec Alexeï Sobolevsky (uk), qui a promu l'hypothèse de Mikhaïl Pogodine selon laquelle les habitants du Rus' de Kiev étaient des Russes qui ne se sont déplacés vers le nord que lors de l'invasion mongole de la Rus' de Kiev. Lui et Lessia Oukraïnka étaient unis par une amitié sincère et chaleureuse. Elle l'a consulté à plusieurs reprises au sujet de ses œuvres et sollicitait ses suggestions littéraires. Krymsky rédige une critique de l'œuvre d'Olha Kobylianska Princesse (uk) qui témoigne de son intérêt pour le développement de la littérature ukrainienne. Il a également souvent visité la Crimée, où il a rencontré ses personnalités littéraires.

## Vie privée
L'orientation homosexuelle d'Ahatanhel Krymsky est confirmée par des textes de son cycle de poèmes Amour cruel, dans lesquels il réfléchit sur son homosexualité. L'homosexualité de Krymsky a été étudiée par Solomia Pavlytchko dans son ouvrage Nationalisme, sexualité, orientalisme: l'univers complexe d'Ahatanhel Krymsky (inédit en français).
À moitié aveugle, fragile et solitaire, il avait besoin de l'aide d'un secrétaire, d'un lecteur ou d'un correcteur. Mykola Levtchenko (uk), son fils adoptif devenu plus tard chercheur et directeur des presses universitaires, joue ce rôle pour lui. En 1929, lorsque les arrestations commencent, aboutissant au Procès de l'Union pour la libération de l'Ukraine, Levtchenko, comme de nombreux membres de l'Académie nationale des sciences, sont réprimés. Cependant, il sauve Krymsky de l'arrestation grâce à son témoignage.

## Œuvre

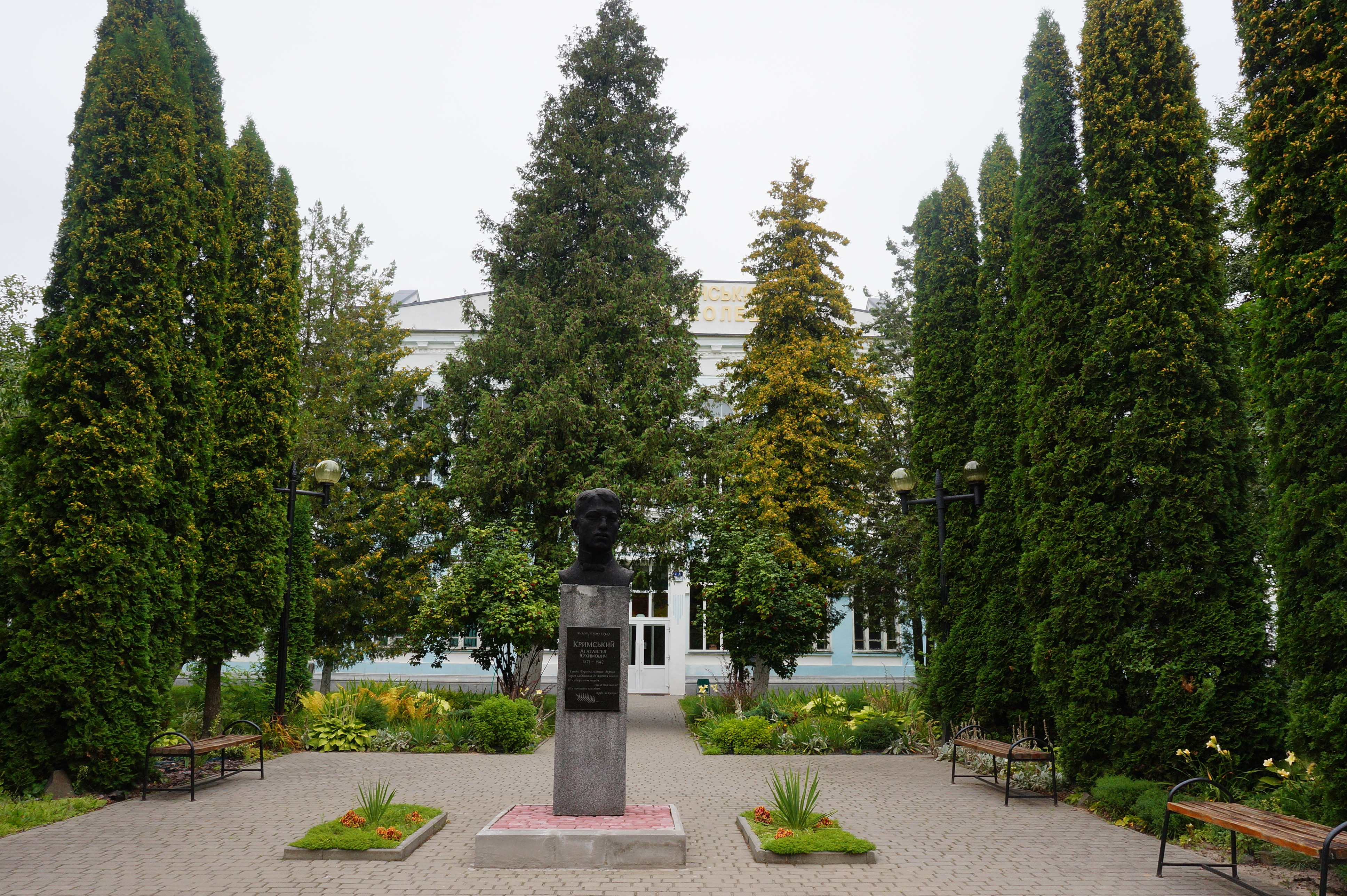
Son buste à Volodymyr.

### Activités de recherche
Ahatanhel Krymsky est considéré comme l'un des orientalistes les plus éminents de l'histoire de la philologie. Il est l'auteur de nombreux ouvrages sur l'histoire et la culture des pays arabes, de l'Iran et de la Turquie, sur les études sémitiques et sur l'islam. Certaines monographies historiques et littéraires de Krymsky sont consacrées à la H̩amāsa d'Abū Tammām, à Hafez et à Paul d'Alep.
Il a accordé une grande attention à l'étude de l'histoire de la langue et de la littérature ukrainiennes, à son folklore et à son ethnographie.

### Activité littéraire
Ahatanhel Krymsky est connu pour ses œuvres poétiques sur des thèmes orientaux, réunies dans le recueil La Branche de palmier (en deux parties, 1901, 1908, 1923), ainsi que pour ses nouvelles (Récits et esquisses de la vie ukrainienne, 1895, et Récits de Beyrouth, 1906) et son roman Andriy Lahovsky (1905, publié intégralement en 1972). Il publiait sous le pseudonyme A. Khvanko.
Krymsky est l’auteur de nombreuses traductions en ukrainien d’œuvres littéraires arabes, persanes et turques, parmi lesquelles Les Mille et Une Nuits et le Shahnameh, ainsi que des œuvres d’Antara, Omar Khayyam, Aboul-Ala al-Maari, Saadi, Hafez, Mihri Hatun, Ferdowsi et bien d’autres auteurs orientaux.
Il traduisait aussi des œuvres d’auteurs européens tels que Heinrich Heine, Goethe, George Gordon Byron, Sappho et Friedrich Rückert. En 1896, son recueil Contes et légendes populaires, une traduction d’un ouvrage du folkloriste écossais William Alexander Clouston, fut publié séparément. En 1906, il publia dans la revue Zoria une traduction du conte La Vérité pure de Hans Christian Andersen.
Il a également traduit en turc des œuvres de Taras Chevtchenko.

## Hommages
À l'occasion du 100e anniversaire de la naissance de Krymsky, par résolution du Conseil des ministres de l'URSS du 7 mai 1971, le collège pédagogique de Volodymyr-Volynskyï porte son nom.
En 1992, le prix régional Ahatanhel-Krymsky (uk) est créé pour souligner des réalisations dans le domaine de la fiction (poésie, prose, théâtre, traduction), de la littérature documentaire et critique scientifique (esthétique, études littéraires, histoire de l'art, critique, mémoires, biographies, presse d'opinion, journalisme), de la mise en scène et du jeu d'acteur.